# Andy Irvine (muzikant)

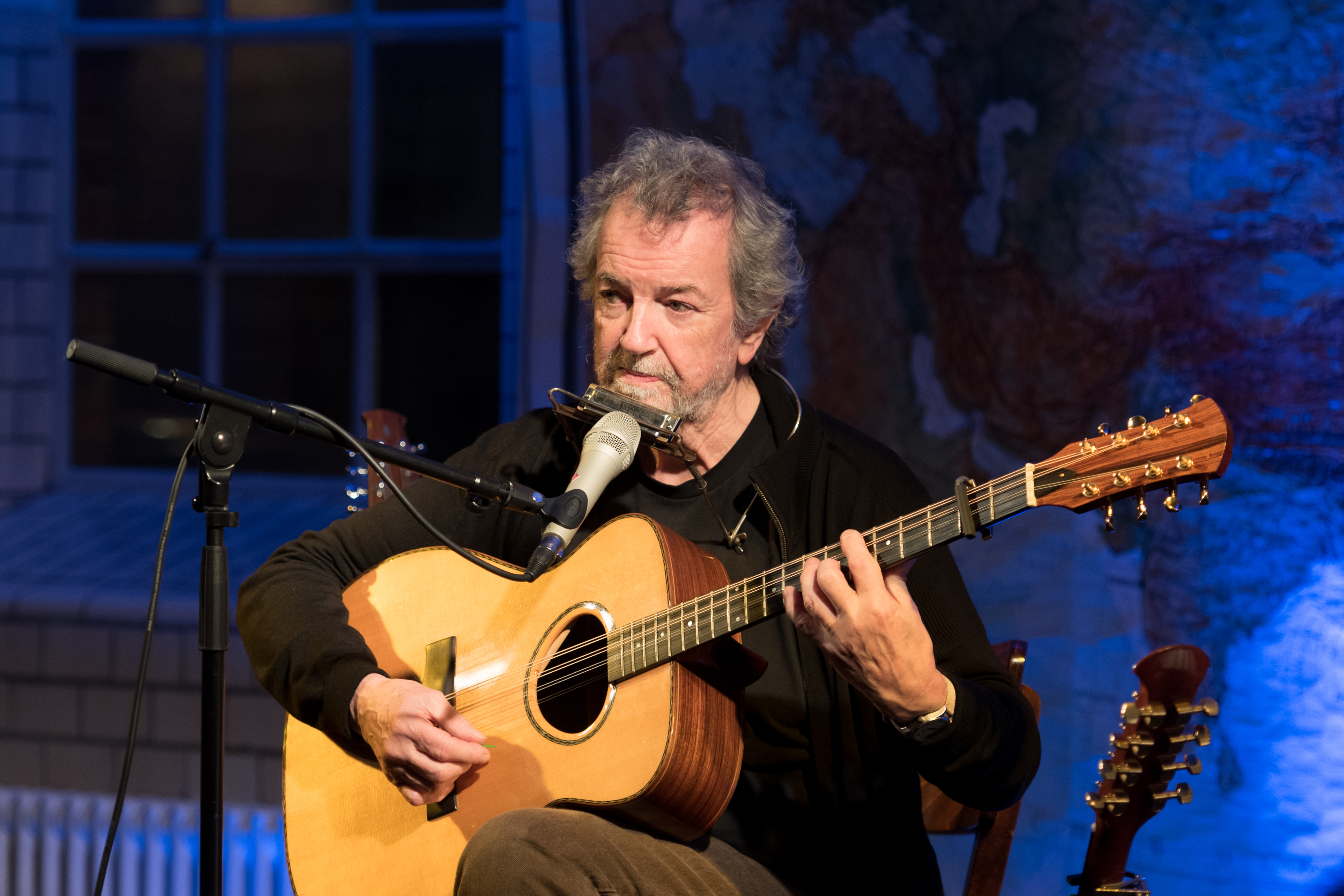
Andy Irvine (2016)

Andy Irvine (Londen, 14 juni 1942) is een Ierse folkmuzikant. Hij richtte onder andere mede de band Planxty op.
Irvine is de befaamde zanger en bouzoukispeler van de even befaamde Ierse folkbands Planxty en Patrick Street. Hij speelt ook mandoline, mondharmonica en draailier. Hij werd geboren in Highgate, Londen. Zijn vader is een Schot en zijn moeder een Ierse. In de jaren 1960 streek Irvine in de Ierse hoofdstad Dublin neer. Hij bezocht daar regelmatig de beroemde folk-pub O'Donoghue's om daar met andere muzikanten te zingen en te spelen. Na allerlei kleinere optredens in Ierland en buitenland kwam in 1966 Sweeney's Men tot stand hetgeen resulteerde in een eerste lp in 1968.
Eind jaren 60 en begin jaren 70 reisde hij veel door Zuidoost-Europa, met name Bulgarije en Hongarije. Hij speelde er met vele inheemse musici mee en pikte zo veel kennis en kunde op over de volksmuziek van daar, hier leerde hij de bouzouki kennen. Dit is nadrukkelijk te horen in de muziek van Planxty, bijv. de instrumentale stukken: Băneasă's green glade op het album Cold blow and the rainy night; en Smecene horo op het album After the break.

Ook leerde hij er de Hongaarse groep Muzsikás met de zangeres Márta Sebestyén, en Nikola Parov kennen. Op Irvine’s projectalbum Eastwind (1992) zongen en speelden o.a. Sebestyen en Parov mee In 1996 speelde hij mee op het album Kismet van Márta Sebestyén, en in 1997 op het album Kilim van Nikola Parov.
In 1988 verscheen in Duitsland Andy's songbook Aiming for the heart - Poetische Lieder aus Irland.
Al jarenlang werkt Andy samen met de Nederlandse muzikant Rens van der Zalm, bekend van de groepen Wolverlei en Fungus en heeft verschillende tournees met hem door Europa gemaakt. In maart 2002 maakte Andy een toer door Australië met doedelzakspeler Nikola Parov, Rens van der Zalm, Dónal Lunny en Bruce Molsky met de groep Mozaik.

## Voorlopige discografie
- Sweeney's Men 1968

Planxty
- Planxty 1972
- The well below the valley 1973
- Cold blow and the rainy night 1974
- After the break 1979
- The woman I loved so well 1980
- Words & Music 1982

Patrick Street
- Patrick Street 1986
- Patrick Street no. 2 1988
- Irish Times 1990
- All in good time 1993
- Corner Boys 1996
- Made in Cork 1997
- Live From Patrick Street 1999
- Compendium 2000
- Street Life 2002

Solo-lp's en -cd's
- Andy Irvive & Paul Brady 1976
- Rainy Sundays...Windy Dreams 1980
- Parallel Lines 1982
- Rude Awakening 1991
- East Wind 1992
- Rain On The Roof 1996
- Way out Yonder 2000

Songbook
- Bibliothèque nationale de France: cb13976751v (data)
- Gemeinsame Normdatei: 134414551
- International Standard Name Identifier: 0000 0001 1439 8134
- Library of Congress Control Number: n82153099
- MusicBrainz: e29b5246-94f8-43ba-8384-2af3467c421e
- Nationale Bibliotheek van Israël: 987007325764105171
- Système universitaire de documentation: 236112635
- Virtual International Authority File: 24795534
- WorldCat: E39PBJhd8wJQTrB9gVxwyHmjmd